# Prága metróállomásainak listája

A prágai metró térképe

Ez a lista Prága metróállomásait sorolja fel.

## Állomások listája
| Állomás                                 | Megnyitás                             | Vonal                     | Szomszédos állomások                                | Kép |
| --------------------------------------- | ------------------------------------- | ------------------------- | --------------------------------------------------- | --- |
| Anděl (Korábban: Moskevská)             | 1985. november 2.                     | B metróvonal              | Smíchovské nádraží Karlovo náměstí                  |     |
| Bořislavka                              | 2015. április 6.                      | A metróvonal              | Dejvická Nádraží Veleslavín                         |     |
| Budějovická                             | 1974. május 9.                        | C metróvonal              | Pankrác Kačerov                                     |     |
| Černý Most                              | 1998. november 8.                     | B metróvonal              | Rajská zahrada                                      |     |
| Českomoravská                           | 1990. november 22.                    | B metróvonal              | Vysočanská Palmovka                                 |     |
| Chodov (Korábban: Budovatelů)           | 1980. november 7.                     | C metróvonal              | Roztyly Opatov                                      |     |
| Dejvická (Korábban: Leninova)           | 1978. augusztus 12.                   | A metróvonal              | Bořislavka Hradčanská                               |     |
| Depo Hostivař                           | 2006. május 26.                       | A metróvonal              | Skalka                                              |     |
| Flora                                   | 1980. december 19.                    | A metróvonal              | Jířího z Poděbrad Želivského                        |     |
| Florenc (Korábban: Sokolovská)          | 1974. január 1.                       | B metróvonal C metróvonal | Křižíkova Hlavní nádraží Vltavská Náměstí Republiky |     |
| Háje (Korábban: Kosmonautů)             | 1980. november 11.                    | C metróvonal              | Opatov                                              |     |
| Hlavní nádraží                          | 1974. május 9.                        | C metróvonal              | Florenc Muzeum                                      |     |
| Hloubětín                               | 1999. június 8.                       | B metróvonal              | Kolbenova Rajská zahrada                            |     |
| Hradčanská                              | 1978. augusztus 12.                   | A metróvonal              | Dejvická Malostranská                               |     |
| Hůrka                                   | 1994. november 11.                    | B metróvonal              | Lužiny Nové Butovice                                |     |
| I. P. Pavlova                           | 1974. május 9.                        | C metróvonal              | Muzeum Vyšehrad                                     |     |
| Invalidovna                             | 1990. november 22.                    | B metróvonal              | Křižíkova Palmovka                                  |     |
| Jinonice (Korábban: Švermova)           | 1988. október 26.                     | B metróvonal              | Nové Butovice Radlická                              |     |
| Jiřího z Poděbrad                       | 1980. december 19.                    | A metróvonal              | Náměstí Míru Flora                                  |     |
| Kačerov                                 | 1974. május 9.                        | C metróvonal              | Budějovická Roztyly                                 |     |
| Karlovo náměstí                         | 1985. november 2.                     | B metróvonal              | Anděl Národní třída                                 |     |
| Kobylisy                                | 2004. június 26.                      | C metróvonal              | Ládví Nádraží Holešovice                            |     |
| Kolbenova                               | 2001. június 26.                      | B metróvonal              | Vysočanská Hloubětín                                |     |
| Křižíkova                               | 1990. november 22.                    | B metróvonal              | Florenc Invalidovna                                 |     |
| Ládví                                   | 2004. június 26.                      | C metróvonal              | Střížkov Kobylisy                                   |     |
| Letňany                                 | 2008. május 8.                        | C metróvonal              | Prosek                                              |     |
| Luka                                    | 1994. november 11.                    | B metróvonal              | Stodůlky Lužiny                                     |     |
| Lužiny                                  | 1994. november 11.                    | B metróvonal              | Luka Hůrka                                          |     |
| Malostranská                            | 1978. augusztus 12.                   | A metróvonal              | Hradčanská Staroměstská                             |     |
| Můstek                                  | 1978. augusztus 12. 1985. november 2. | A metróvonal B metróvonal | Staroměstská Muzeum Národní třída Náměstí Republiky |     |
| Muzeum                                  | 1974. május 9. 1985. november 2.      | A metróvonal C metróvonal | Můstek Náměstí Míru Hlavní nádraží I. P. Pavlova    |     |
| Nádraží Holešovice (Korábban: Fučíkova) | 1984. november 3.                     | C metróvonal              | Kobylisy Vltavská                                   |     |
| Nádraží Veleslavín                      | 2015. április 6.                      | A metróvonal              | Petřiny Bořislavka                                  |     |
| Náměstí Míru                            | 1978. augusztus 12.                   | A metróvonal              | Muzeum Jiřího z Poděbrad                            |     |
| Náměstí Republiky                       | 1985. november 2.                     | B metróvonal              | Můstek Florenc                                      |     |
| Národní třída                           | 1985. november 2.                     | B metróvonal              | Karlovo náměstí Můstek                              |     |
| Nemocnice Motol                         | 2015. április 6.                      | A metróvonal              | Petřiny                                             |     |
| Nové Butovice (Korábban: Dukelská)      | 1988. október 26.                     | B metróvonal              | Hůrka Jinonice                                      |     |
| Opatov (Korábban: Družby)               | 1980. november 11.                    | C metróvonal              | Chodov Háje                                         |     |
| Palmovka                                | 1990. november 22.                    | B metróvonal              | Invalidovna Českomoravská                           |     |
| Pankrác (Korábban: Mládežnická)         | 1974. május 9.                        | C metróvonal              | Pražského povstání Budějovická                      |     |
| Petřiny                                 | 2015. április 6.                      | A metróvonal              | Nemocnice Motol Nádraží Veleslavín                  |     |
| Pražského povstání                      | 1974. május 9.                        | C metróvonal              | Vyšehrad Pankrác                                    |     |
| Prosek                                  | 2008. május 8.                        | C metróvonal              | Letňany Střížkov                                    |     |
| Radlická                                | 1988. október 26.                     | B metróvonal              | Jinonice Smíchovské nádraží                         |     |
| Rajská zahrada                          | 1998. november 8.                     | B metróvonal              | Hloubětín Černý Most                                |     |
| Roztyly (Korábban: Primátora Vacka)     | 1980. november 11.                    | C metróvonal              | Kačerov Chodov                                      |     |
| Skalka                                  | 1990. november 4.                     | A metróvonal              | Strašnická Depo Hostivař                            |     |
| Smíchovské nádraží                      | 1985. november 2.                     | B metróvonal              | Radlická Anděl                                      |     |
| Staroměstská                            | 1978. augusztus 12.                   | A metróvonal              | Malostranská Můstek                                 |     |
| Stodůlky                                | 1994. november 11.                    | B metróvonal              | Zličín Luka                                         |     |
| Strašnická                              | 1987. november 11.                    | A metróvonal              | Želivského Skalka                                   |     |
| Střížkov                                | 2008. május 8.                        | C metróvonal              | Prosek Ládví                                        |     |
| Vltavská                                | 1984. november 3.                     | C metróvonal              | Nádraží Holešovice Florenc                          |     |
| Vyšehrad (Korábban: Gottwaldova)        | 1974. május 9.                        | C metróvonal              | I. P. Pavlova Pražského povstání                    |     |
| Vysočanská                              | 1998. november 8.                     | B metróvonal              | Českomoravská Kolbenova                             |     |
| Želivského                              | 1980. december 19.                    | A metróvonal              | Flora Strašnická                                    |     |
| Zličín                                  | 1994. november 11.                    | B metróvonal              | Stodůlky                                            |     |

## Építés alatt álló állomások
| Állomás              | Építés kezdete   | Tervezett megnyitás | Vonal        | Szomszédos állomások      |
| -------------------- | ---------------- | ------------------- | ------------ | ------------------------- |
| Depo Písnice         | 2025. szeptember | 2029. szeptember    | D metróvonal | Písnice                   |
| Libuš                | 2025. szeptember | 2029. szeptember    | D metróvonal | Nové Dvory Písnice        |
| Nádraží Krč          | 2023. szeptember | 2029. szeptember    | D metróvonal | Olbrachtova Nemocnice Krč |
| Náměstí bratří Synků | 2024. április    | 2029                | D metróvonal | Náměstí Míru Pankrác      |
| Nemocnice Krč        | 2023. szeptember | 2029. szeptember    | D metróvonal | Nádraží Krč Nové Dvory    |
| Nové Dvory           | 2023. szeptember | 2029. szeptember    | D metróvonal | Nemocnice Krč Libuš       |
| Olbrachtova          | 2022. április    | 2029. szeptember    | D metróvonal | Pankrác Nádraží Krč       |
| Písnice              | 2025. szeptember | 2029. szeptember    | D metróvonal | Libuš Depo Písnice        |

## Tervezett állomások
| Állomás | Építés kezdete   | Vonal        | Szomszédos állomások                   |
| --- | ---------------- | ------------ | -------------------------------------- |
| Brumlovka                                                                                                   | Leghamarabb 2033 | O metróvonal | Budějovická Michle                     |
| Chmelnice                                                                                                   | Leghamarabb 2033 | O metróvonal | Nákladové nádraží Žižkov Nádraží Libeň |
| Dvorce | Leghamarabb 2033 | O metróvonal | Smíchovské nádraží Olbrachtova         |
| Eden / Slavia                                                                                               | Leghamarabb 2033 | O metróvonal | Michle Želivského                      |
| Malovanka                                                                                                   | Leghamarabb 2033 | O metróvonal | Vozovna Střešovice Strahov             |
| Michle | Leghamarabb 2033 | O metróvonal | Brumlovka Eden / Slavia                |
| Nádraží Čakovice                                                                                            | Leghamarabb 2033 | O metróvonal | Nové Čakovice Nádraží Čakovice         |
| Nádraží Libeň                                                                                               | Leghamarabb 2033 | O metróvonal | Chmelnice Vysočanská                   |
| Nádraží Podbaba                                                                                             | Leghamarabb 2033 | O metróvonal | Ismeretlen állomás Dejvická            |
| Nákladové nádraží Žižkov                                                                                    | Leghamarabb 2033 | O metróvonal | Želivského Chmelnice                   |
| Nové Čakovice                                                                                               | Leghamarabb 2033 | O metróvonal | Tupolevova Nádraží Čakovice            |
| Strahov | Leghamarabb 2033 | O metróvonal | Malovanka Anděl                        |
| Terminál sever                                                                                              | Leghamarabb 2033 | O metróvonal | Nádraží Čakovice Ismeretlen állomás    |
| Tupolevova                                                                                                  | Leghamarabb 2033 | O metróvonal | Prosek Nové Čakovice                   |
| Vozovna Střešovice                                                                                          | Leghamarabb 2033 | O metróvonal | Dejvická Malovanka                     |
| A felsorolt állomások mellett még terveznek négy megállót a város északi részén, amik még nem kaptak nevet. |                  |              |                                        |